# 斃命水池
斃命水池（英語：Drowning Pool）為美國搖滾樂團，1996年於美國德克薩斯州達拉斯成立。

## 樂團歷史
2002年主唱Dave “Stage” Williams在巡迴演出中死於心臟衰竭

2003年新主唱Jason “Gong” Jones，與團員發表了Desensitized專輯

2005年Jason “Gong” Jones退出樂團，Ryan McCombs(SOiL主唱)加入

2006年Ryan McCombs參與錄製第一首歌，No More(奪魂鋸3原聲帶)

## 資料來源
last.fm （页面存档备份，存于）
1. ↑  .   [2012-07-31]. （原始内容存档于2007-04-07）.
2. ↑  .   [2012-07-31]. （原始内容存档于2007-04-18）.
3. ↑  mp3.com 的存檔，存档日期2008-07-24.

## 外部連結
- 官方网站
- 斃命水池的Facebook專頁
- 斃命水池的MySpace主頁